# 馬哈只
馬哈只（1345年1月12日—1382年1月15日），元朝雲南官吏，是航海家鄭和的父親。生於甲申年元順帝至正4年，終於洪武壬戌十五年七月初三日（明平雲南之戰），享年三十九歲 。
他的本名为“米里金”，馬是穆罕默德的縮寫，為穆斯林作為姓氏用，哈只是給去過麥加朝聖的穆斯林的一種尊稱，所以，馬哈只的漢文墓誌銘稱他為馬公，字哈只。

## 生平
馬哈只家族世代為雲南昆陽州人；祖父拜顏，祖母馬氏；父親哈只米的纳，母親溫氏。馬哈只娶妻溫氏，溫氏“有婦德”。並有兩個兒子，長子馬文銘，次子马三保即郑和。
馬哈只生而魁岸奇偉，風裁凜凜可畏。馬哈只生性不肯枉己附人，人家有了過錯，總是當面斥責，不加掩飾。他性格尤其好做善事，遇見貧困以及鰥寡無依靠的人一定會加以保護，所以鄉親族人總是稱呼馬哈只為長者。公事上，馬哈只勤勞，睿智，敏銳，謙恭且謹慎細膩，不避辛勞，是為當地縉紳稱譽。
從鄭和身上可以看到馬哈只在平日的言傳身教潛移默化的美德，以及對仁義的教誨。

## 逝世
明朝将领傅友德進攻雲南的元梁王時，馬哈只為元朝方面作戰 ，昆明時城破陣亡。馬哈只死後，長子馬文銘依照禮俗把他的靈柩安葬於寶山鄉。墓誌銘為：身处乎边陲，而服礼仪之习。分安乎民庶，而存惠泽之施。宜其余庆深长，而有子光显于当时也。
次子马三保當時十岁，因為被問及梁王自殺時的對答聰明無畏，被傅友德相中，阉割成太监服侍燕王朱棣。鄭和隨燕王戎馬征戰，並無一般宮中長大太監女性化的人格特徵，而是能保有父親的風裁，性格與美德。和建立功勳，最終衣錦還鄉，能夠給父親樹墓碑。